# Bernardia axillaris
Bernardia axillaris là một loài thực vật có hoa trong họ Đại kích. Loài này được (Spreng.) Müll.Arg. mô tả khoa học đầu tiên năm 1865.